# Cabo de Loop
El Cabo de Loop (en inglés: Loop Head, en irlandés: Ceann Léime) es un cabo en la parte septentrional de la desembocadura del río Shannon. Se encuentra en el oeste del condado de Clare en la República de Irlanda. El Cabo de Loop está marcado por un destacado faro y una alta antena de LORAN. El cabo opuesto del lado meridional del estuario del río Shannon es el Cabo de Kerry. El control de navegación sobre las aguas del río y estuario del Shannon recae bajo la jurisdicción del Shannon Foynes Port Company.